# Siphiwe Tshabalala
Siphiwe Tshabalala (* 25. září 1984) je jihoafrický fotbalista v současné době hrající za jihoafrický klub Kaizer Chiefs. Nastupuje též za reprezentaci JAR.
První zápas za jihoafrickou reprezentaci odehrál 14. ledna 2006 proti Egyptu. JAR reprezentoval na Africkém poháru národů v letech 2006 a 2008, na konfederačním poháru FIFA v roce 2009 a na MS 2010.
Na mistrovství světa 2010 vstřelil v úvodním zápase úplně první gól celého šampionátu.